# Walter Pabst
Walter Pabst (* 9. März 1907 in Darmstadt; † 18. November 1992 in Berlin) war ein deutscher Romanist und Literaturwissenschaftler sowie Hochschullehrer.

## Leben und Werk
Pabst studierte in Frankfurt bei Matthias Friedwagner und seinem Nachfolger Erhard Lommatzsch, mehr noch bei den Privatdozenten Helmut Hatzfeld und Hellmuth Petriconi, und wurde 1929 mit einer Arbeit über Góngoras Schöpfung in seinen Gedichten „Polifemo“ und „Soledades“ zum Dr. phil. promoviert. Er arbeitete dann als freier Journalist in Berlin unter anderem für den Hugenberg-Konzern. Er schrieb auch unter den Pseudonymen Fedor Wälderlin und Luis Argote. Im Jahr 1934 heiratete er Margot Klein. Von 1938 bis 1945 hielt er sich in Italien auf und war zunächst als Kulturjournalist für den Scherl-Verlag in Rom tätig. 1942 wurde er eingezogen und in Italien als Dolmetscher und Sprachlehrer bei der Luftwaffe eingesetzt. Von November 1943 bis Kriegsende war er als Pressesachbearbeiter für die deutschen Diplomaten Rudolf Rahn und Gerhard Wolf am Deutschen Konsulat in Florenz, dann in Mailand, tätig und 1945 als Dolmetscher an den vom Mailänder Kardinal Ildefonso Schuster vermittelten Waffenstillstandsverhandlungen beteiligt.
1950 habilitierte er sich in Hamburg bei Hellmuth Petriconi über Novellentheorie und Novellendichtung. Im Jahr 1955 wurde er auf eine außerordentliche und 1956 auf eine ordentliche Professur für Romanische Philologie nach Bonn berufen, 1958 als Nachfolger von Fritz Neubert auf eine ordentliche Professur der Romanischen Philologie an die Freie Universität Berlin (FU), wo er 1963 auch Dekan war. Rufe nach Hamburg und München lehnte er ab. 1972 wurde er nach jahrelangen schweren Auseinandersetzungen mit protestierenden Studenten und im Konflikt mit dem 1969 gewählten FU-Präsidenten Rolf Kreibich emeritiert.

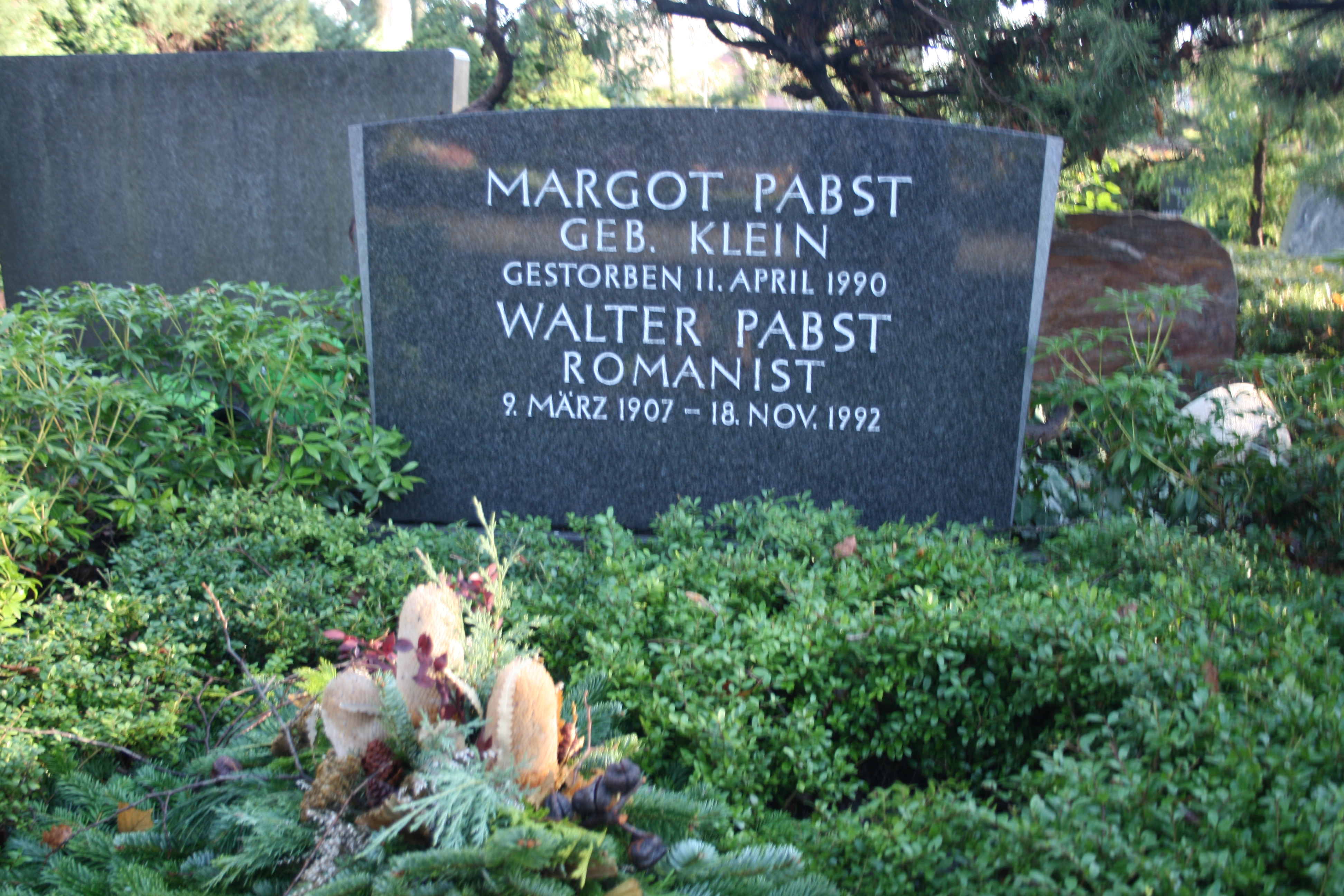
Grabstätte auf dem Friedhof Dahlem in Berlin 2013
(inzwischen nicht mehr vorhanden)

Pabst war von 1953 an fast 40 Jahre lang Mitherausgeber des Romanistischen Jahrbuchs. Von 1968 bis 1976 war er Herausgeber von Sammelwerken zur modernen französischen Literatur. Er war seit 1974 ordentliches Mitglied der Berliner Wissenschaftlichen Gesellschaft.
Walter Pabst starb 1992 im Alter von 85 Jahren in Berlin. Sein Grab befand sich auf dem Friedhof Dahlem (Feld 009-5). Das Grab wurde 2018 aufgelassen und neu vergeben.

## Ehrungen
- 1982: Verdienstkreuz 1. Klasse der Bundesrepublik Deutschland

## Veröffentlichungen (Auswahl)
- Góngoras Schöpfung in seinen Gedichten „Polifemo“ und „Soledades“. In: Revue Hispanique. Band 80, 1930. Zugleich Philosophische Dissertation Frankfurt am Main 1929.
- Novellentheorie und Novellendichtung. Zur Geschichte ihrer Antinomie in den romanischen Literaturen. Hamburg 1953. Zugleich Habilitationsschrift Hamburg 1950; 2. Auflage ebenda 1967.
- Venus und die missverstandene Dido. Hamburg 1955.
- Luis de Góngora im Spiegel der deutschen Dichtung und Kritik. Heidelberg 1967.
- als Hrsg.: Der moderne französische Roman. Berlin 1968.
- als Hrsg.: Das moderne französische Drama. Berlin 1971.
- als Hrsg.: Die moderne französische Lyrik. Berlin 1976.
- Themen und Texte. Gesammelte Studien zur romanistischen und zur vergleichenden Literaturwissenschaft. Mit einem Geleitwort von Helmut Hatzfeld zum 70. Geburtstag herausgegeben von Eberhard Leube und Ludwig Schrader. Berlin 1977.
- Französische Lyrik des 20. Jahrhunderts. Berlin 1983.
- Theorie und Dichtung der Avantgarden. 1983.